# Чугунов, Александр Павлович
Александр Павлович Чугунов (10 ноября 1924, Широкий Уступ — 1 сентября 2019, Пристанное) — советский и российский учёный-правовед, доцент Саратовской государственной юридической академии, работник органов прокуратуры, участник Великой Отечественной войны, Государственный советник юстиции 3-го класса, Заслуженный юрист РСФСР.

## Биография
Александр Павлович Чугунов родился 10 ноября 1924 года в селе Широкий Уступ Баландинского района Саратовской области в крестьянской семье.
- 1942 год — окончил среднюю школу.
- июль 1942 года — 26 апреля 1948 года — учёба в Саратовском военном пехотном училище, после окончания которого отправлен на фронт в должности командира взвода управления артиллерийской батареи. Участвовал в освобождении Молдавии, Югославии, Венгрии и Австрии. В ходе боев был ранен и контужен. После окончания Великой Отечественной войны служил в Румынии и Болгарии. Демобилизован в звании старшего лейтенанта.
- 1948 год — 1950 год — учёба в Саратовской юридической школе.
- 1950 год — 1955 год — учёба на заочном факультете Саратовского юридического института им. Д. И. Курского.
- 1950 год — 1952 год — следователь прокуратуры Ровенского района Саратовской области, затем помощник прокурора Краснокутского района Саратовской области.
- 1952 год — 1959 год — прокурор Краснокутского района Саратовской области.
- 1959 год — 1962 год — прокурор Заводского района города Саратова.
- 1962 год — 1980 год — заместитель прокурора Саратовской области.
- 1980 год — 1990 год — Приволжский транспортный прокурор.
- 1990 год — вышел на пенсию.
- 1990 год — 2019 год — доцент кафедры правосудия и прокурорского надзора Саратовской государственной юридической академии[1].

Чугунов А. П. занимался проблемами борьбы с преступностью и осуществления прокурорского надзора. Автор нескольких десятков научных работ, в том числе соавтор учебников и учебных пособий по теории прокурорского надзора России.
Трагически погиб 1 сентября 2019 года. Во время отдыха в санатории «Волжские Дали» в селе Пристанное Саратовского района Саратовской области. В результате несчастного случая утонул в бассейне. Похоронен в городе Саратове.

## Избранные публикации

### Книги, монографии, учебные пособия
- Новосёлов В. И., Чугунов А. П. Правовое воспитание молодёжи. — М.: Всесоюзное общество «Знание», 1972. — 40 с.
- Гаврилов В. В., Николаева Т. П., Чугунов А. П. Прокурорский надзор в России. Устройство и деятельность прокуратуры Российской Федерации. — Саратов: Издательство Саратовской государственной академии права, 1995. — 267 с.

### Статьи
- Чугунов А. П. О мерах усиления прокурорского надзора за исполнением законов по предупреждению и пресечению безнадзорности и преступности среди несовершеннолетних органами внутренних дел // Предупреждение правонарушений несовершеннолетних. Материалы Всесоюзного совещания-семинара работников органов прокуратуры : сборник. — М., 1977. — С. 121—124.
- Чугунов А. П. Строгое исполнение ст. 62 УК РСФСР и ст. 58 ИТК РСФСР — важная гарантия перевоспитания осужденных и предупреждения рецидивной преступности // Вопросы теории и практики предварительного следствия в органах внутренних дел. По материалам научно-практической конференции, посвященной десятилетнему юбилею со дня образования предварительного следствия в МВД СССР : сборник. — Саратов, 1973. — С. 25—27.
- Чугунов А. П. Прокурорский надзор за точным исполнением законов при условном освобождении и условном осуждении с обязательным привлечением к труду // Советская прокуратура на страже законности : сборник. — Саратов: Издательство Саратовского университета, 1973. — С. 133.
- Чугунов А. П. Укрепление и совершенствование прокурорского надзора // Проблемы теории и практики прокурорского надзора в современных условиях. Тезисы научно-практической конференции: В 2-х частях. Ч. 1 : сборник. — М.: ИПК РК Генеральной прокуратуры РФ, 2005. — С. 27—30.
- Чугунов А. П. Воспоминания о былом // Преподаватели и сотрудники Саратовской государственной академии права о войне, о времени, о себе: сборник воспоминаний : сборник. — Саратов: Издательство Саратовской государственной академии права, 2010. — С. 169. — ISBN 978-5-7924-0823-4.

## Награды
- Орден Отечественной войны II степени (1985)[4];
- Орден Красной Звезды (1945)[5];
- Орден «Знак Почёта»;
- Медаль «За отвагу» (1945)[6];
- Медаль «За победу над Германией в Великой Отечественной войне 1941—1945 гг.»[7];
- Медаль «За освоение целинных земель»;
- Медаль «Ветеран труда»;
- Медаль Жукова;
- Медаль «В ознаменование 100-летия со дня рождения Владимира Ильича Ленина»;
- Медаль «Двадцать лет Победы в Великой Отечественной войне 1941—1945 гг.»;
- Медаль «50 лет Вооружённых Сил СССР»;
- Медаль «Тридцать лет Победы в Великой Отечественной войне 1941—1945 гг.»;
- Медаль «60 лет Вооружённых Сил СССР»;
- Медаль «Сорок лет Победы в Великой Отечественной войне 1941—1945 гг.»;
- Медаль «70 лет Вооружённых Сил СССР»;
- Медаль «50 лет Победы в Великой Отечественной войне 1941—1945 гг.»;
- Медаль «60 лет Победы в Великой Отечественной войне 1941—1945 гг.»;
- Медаль «65 лет Победы в Великой Отечественной войне 1941—1945 гг.»;
- Медаль «70 лет Победы в Великой Отечественной войне 1941—1945 гг.»;
- Заслуженный юрист РСФСР (1974)[8];
- Нагрудный знак «Почётный работник прокуратуры Российской Федерации».

## Память
- Мемориальная доска на доме № 25 по улице имени М. Горького в Саратове (2021)[9][10][11][12].